# Újrajátszva
Az Újrajátszva (Distant Replay) Mike Resnick novellája, amelyet 2008-ban Hugo-díjra jelöltek. A mű magyarul a Galaktika 225. számában jelent meg, 2008 decemberében.

## Cselekménye
|  | Alább a cselekmény részletei következnek! |

Walter Silverman 45 évig boldog házasságban élt feleségével. Tökéletes kapcsolat volt az övék, a sors egymásnak teremtette őket, mindkettőjük számára a másik volt az igazi. Néhány éve azonban Deirdre meghalt egy balesetben, és azóta Walter csak lézeng, igazából a halált várja, hogy végre újra együtt lehessen élete párjával.
Egy nap azonban meglát egy lányt, aki hajszálpontosan úgy néz ki, mint elhunyt szeretett felesége. Követi őt, sikerül szóba elegyednie vele, és kiderül, hogy a lány nemcsak külsőre hasonlít Deirdre-hez: ugyanolyan a hangja, ugyanaz a keresztneve, ugyanazt a parfümöt használja, ugyanaz a foglalkozása, és az ízlése is teljesen megegyezik a néhai asszonyéval.
Walter és az ifjú Deirdre összebarátkozik, időnként beülnek egy kávéra valahová, sőt a lány még a vőlegényének is bemutatja az idős férfit. Walter boldog, újraéli régi szerelmét, ám eltöpreng azon, hogy miért alakulnak így a dolgok. Milyen szerepet szán neki a sors ebben a történetben?
Aztán egy nap, amikor Walter megtudja, hogy nincs már sok ideje hátra, és az is kiderül, hogy az ifjú Deirdre-nek minden vágya, hogy megtalálja igazi párját, akivel boldogan élhetné le az életét, a férfi végre választ kap a kérdésére.